# Francja na Zimowych Igrzyskach Paraolimpijskich 2006
Reprezentacja Francji na Zimowych Igrzyskach Paraolimpijskich 2006 liczyła 19 sportowców.

## Medale

### Złote medale
Narciarstwo alpejskie
11 marca: Solene Jambaque, zjazd kobiet stojąc
12 marca: Pascale Casanova, zjazd kobiet niewidomych
13 marca: Solene Jambaque, supergigant kobiet stojąc
17 marca: Nicolas Berejny, slalom gigant mężczyzn niewidomych
19 marca: Pascale Casanova, slalom kobiet niewidomych
19 marca: Nicolas Berejny, slalom mężczyzn niewidomych
Narciarstwo klasyczne (biathlon i biegi narciarskie)
11 marca: Anne Floriet, biathlon 12,5 km kobiet stojąc

### Srebrne medale
Narciarstwo alpejskie
17 marca: Pascale Casanova, slalom gigant kobiet niewidomych
18 marca: Solene Jambaque, slalom kobiet stojąc

### Brązowe medale
Narciarstwo alpejskie
12 marca: Nicolas Berejny, zjazd mężczyzn niewidomych
12 marca: Denis Barbet, zjazd mężczyzn siedząc
16 marca: Solene Jambaque, slalom gigant kobiet stojąc
Narciarstwo klasyczne (biathlon i biegi narciarskie)
12 marca: Alain Marguerettaz, biegi narciarskie 5 km mężczyzn siedząc
14 marca: Anne Floriet, biathlon 7,5 km kobiet stojąc
15 marca: Anne Floriet, biegi narciarskie 10 km kobiet stojąc